# Tiberius Claudius Pedo
Tiberius Claudius Pedo war ein im 1. Jahrhundert n. Chr. lebender Angehöriger des römischen Ritterstandes (Eques).
Durch ein Militärdiplom, das auf den 9. Januar 88 datiert ist, ist belegt, dass Pedo 88 Kommandeur der Cohors II milliaria Sagittariorum war, die zu diesem Zeitpunkt in der Provinz Mauretania Tingitana stationiert war.